# Trnávka (district de Trebišov)
Pour les articles homonymes, voir Trnávka.
Trnávka est une commune du district de Trebišov, dans la région de Košice, en Slovaquie.

## Histoire
La première mention écrite du village date de 1259.

## Démographie

### Évolution de la population
| Année:               | 1994. | 2004.   | 2014.   | 2024.   |
| -------------------- | ----- | ------- | ------- | ------- |
| Nombre de personnes: | 161   | 164     | 180     | 175     |
| Différence:          |       | +1,86 % | +9,75 % | -2,77 % |

| Année:               | 2023. | 2024.   |
| -------------------- | ----- | ------- |
| Nombre de personnes: | 169   | 175     |
| Différence:          |       | +3,55 % |